# Avenue de Grammont
L’avenue de Grammont ou  avenue Grammont est la plus longue avenue de la ville de Tours.

## Situation et accès
L'avenue part du nord de la place Jean-Jaurès et s’étend sur 3,1 kilomètres vers le sud, jusqu'au bois de Grandmont tout en enjambant le Cher. Elle relie ainsi directement le centre-ville à Tours-Sud. Depuis 2013, elle est en partie traversée par le tramway de Tours. C'est la voie la plus structurante de la ville, traversant du nord au sud une importante partie de Tours et marquant une séparation entre l'est et l'ouest.

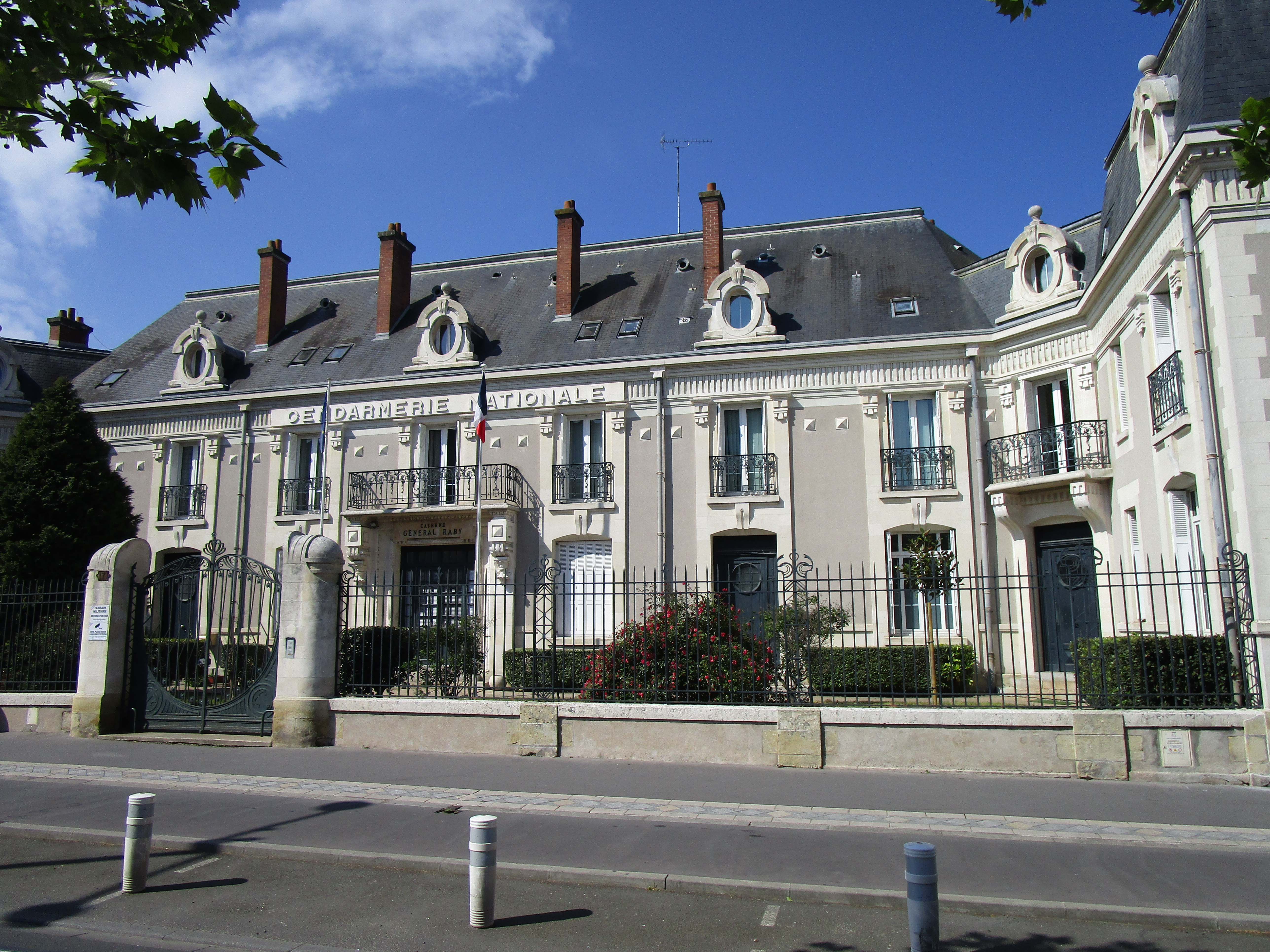
Caserne de la gendarmerie, sur l'avenue.

L'avenue de Grammont est située dans le centre de Tours, elle est longue de 3 100 mètres et s'étend sur un terrain plat du nord au sud. Elle relie la place Jean-Jaurès (où se trouvent l'hôtel de ville et le palais de justice) et le carrefour de l'Alouette, à proximité des coteaux du bois de Grandmont.
Son tracé rectiligne s'inscrit à l'extrémité d'un grand axe de six kilomètres construit au XVIIIe siècle, que les tourangeaux surnomment l'axe majeur, constitué (du nord au sud) par l'avenue de la Tranchée, le Pont Wilson, la rue Nationale et donc l'avenue de Grammont.
L'avenue est plantée tout le long de platanes. Elle traverse la place de la Liberté et le carrefour de Verdun puis elle enjambe le Cher. Au no 232 se trouve le siège de La Nouvelle République du Centre-Ouest et au no 171 une caserne de Gendarmerie.
L'avenue de Grammont sépare deux quartiers antagonistes de l'agglomération tourangelle, avec à l'ouest les Prébendes où l'on trouve la population la plus aisée de Tours, et à l'est le Sanitas, le plus pauvre de l'agglomération,.

## Origine du nom
Son nom provient du nom du Prieuré Grandmontain de Bois Rahier (XIIe), appelé Grandmont, remplacé par un château (XVIIe-XVIIIe), résidence secondaire des Archevêques de Tours à la demande de Monseigneur de Conzié, château édifiée donc à l'extrémité sud de la voie.

## Historique

### Origines

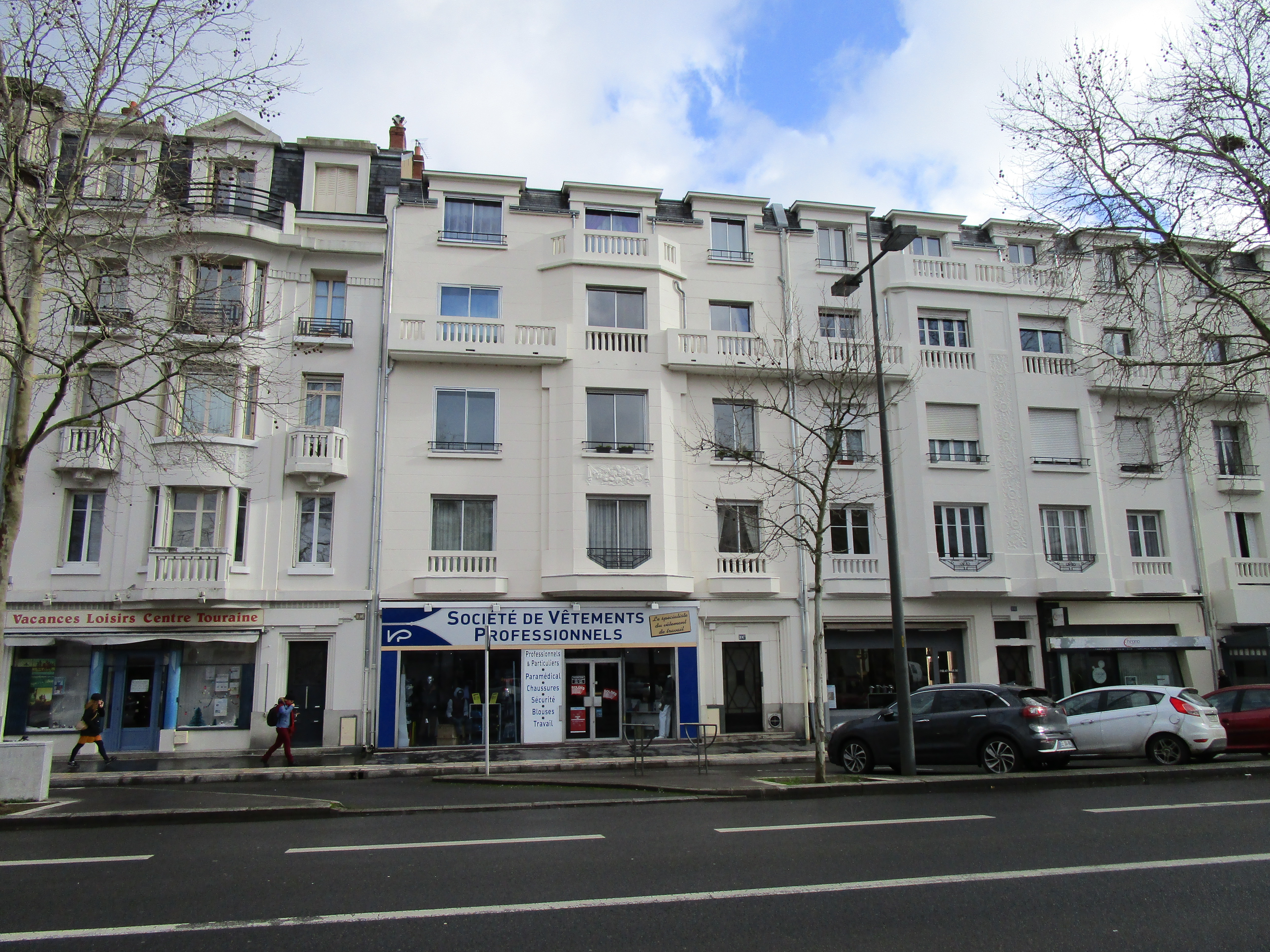
Numéro 106 à 110 de l'avenue de Grammont.

L'« avenue de Grammont » s'est appelée « route de Saint-Étienne », puis « avenue de Grandmont » du temps où l'avenue s'étendait dans la commune de Saint-Étienne-Extra (devenue Tours en 1845). Grandmont provenait du nom du Prieuré Grandmontain de Bois Rahier (XIIe), remplacé par un château (XVIIe-XVIIIe), résidence secondaire des Archevêques de Tours à la demande de Monseigneur de Conzié, château édifiée donc à l'extrémité sud de la voie. Ce Château fut rasé et remplacé par le lycée Grandmont sur décision de l’État en 1961. À l'époque le maire de Tours était Jean Royer. Le nom Grammont est donc une altération de Grandmont, qui reste utilisé pour désigner le parc de Grandmont tout au sud de la ville.
L'avenue est le premier maillon de la création de la nouvelle « route dite l'Espagne » voulu par les intendant et ordonnée par Louis XV, les premiers travaux furent commencés en 1767 par l'avenue de Grammont, et les derniers travaux dans les premières décennies du XIXe siècle lorsque la ville de Tours s'étendait au-delà de l'ancienne enceinte Chateauneuf.
En 1870, l'Empire français est abattu à Sedan. La délégation gouvernementale s'installe à Tours pour administrer les territoires non occupés et organiser la lutte. De nombreux services sont dispersés dans la ville. Au no 38 avenue de Grammont s'installe l'ambassade de Russie.
En 1945, l'avenue est utilisée pour reloger une partie des 90 commerces anéantis par les bombardements. Ainsi, elle devient le point commercial central de la ville, le temps de la reconstruction de la rue Nationale.
Jusqu'à la fin de la construction de l'autoroute A10 en 1981, l'avenue de Grammont est empruntée comme axe majeur reliant l'Espagne à Paris (ancienne Route nationale 10).

### Période contemporaine

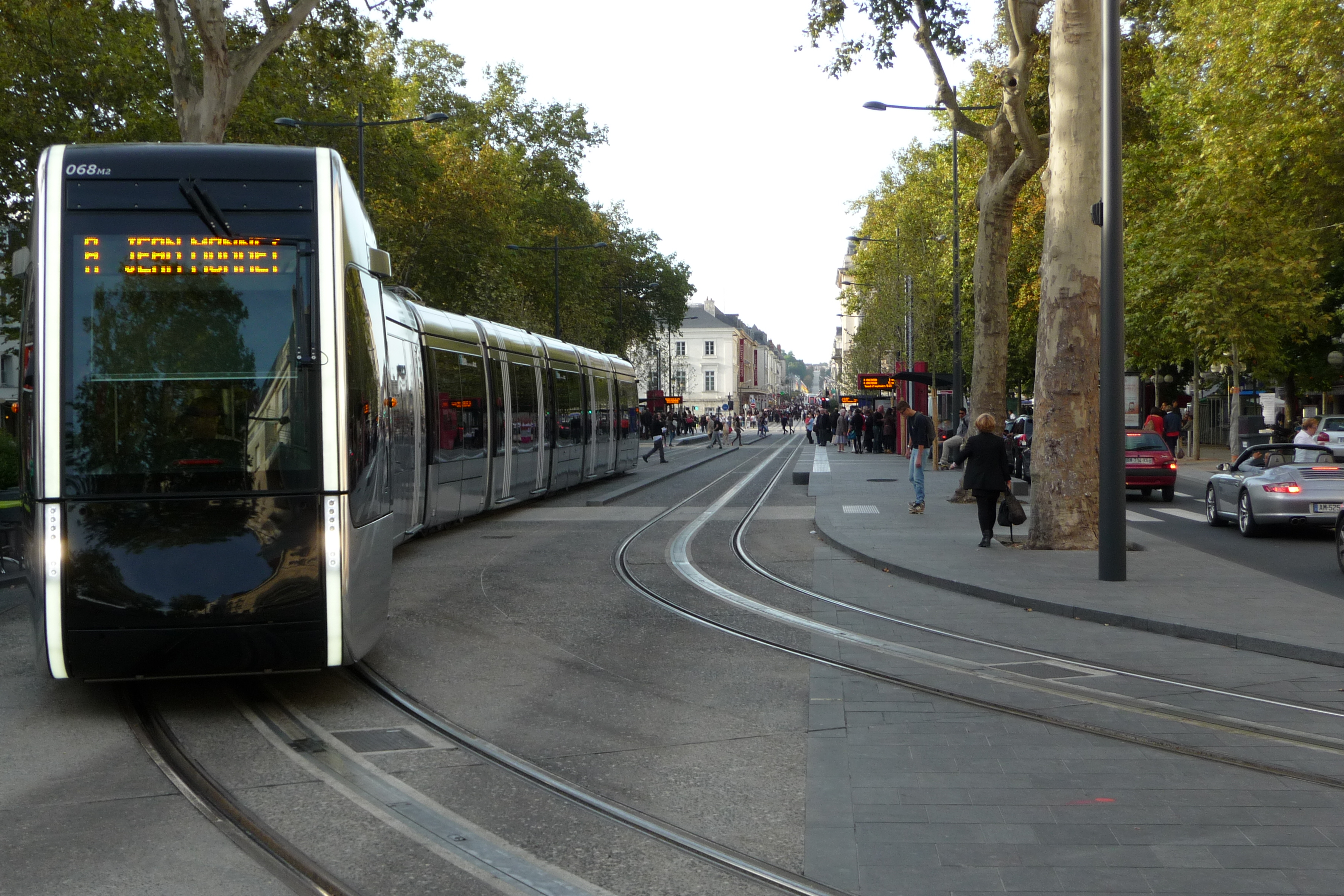
Le tramway sur l'avenue, entre la place Jean-Jaurès et la rue Charles-Gille.

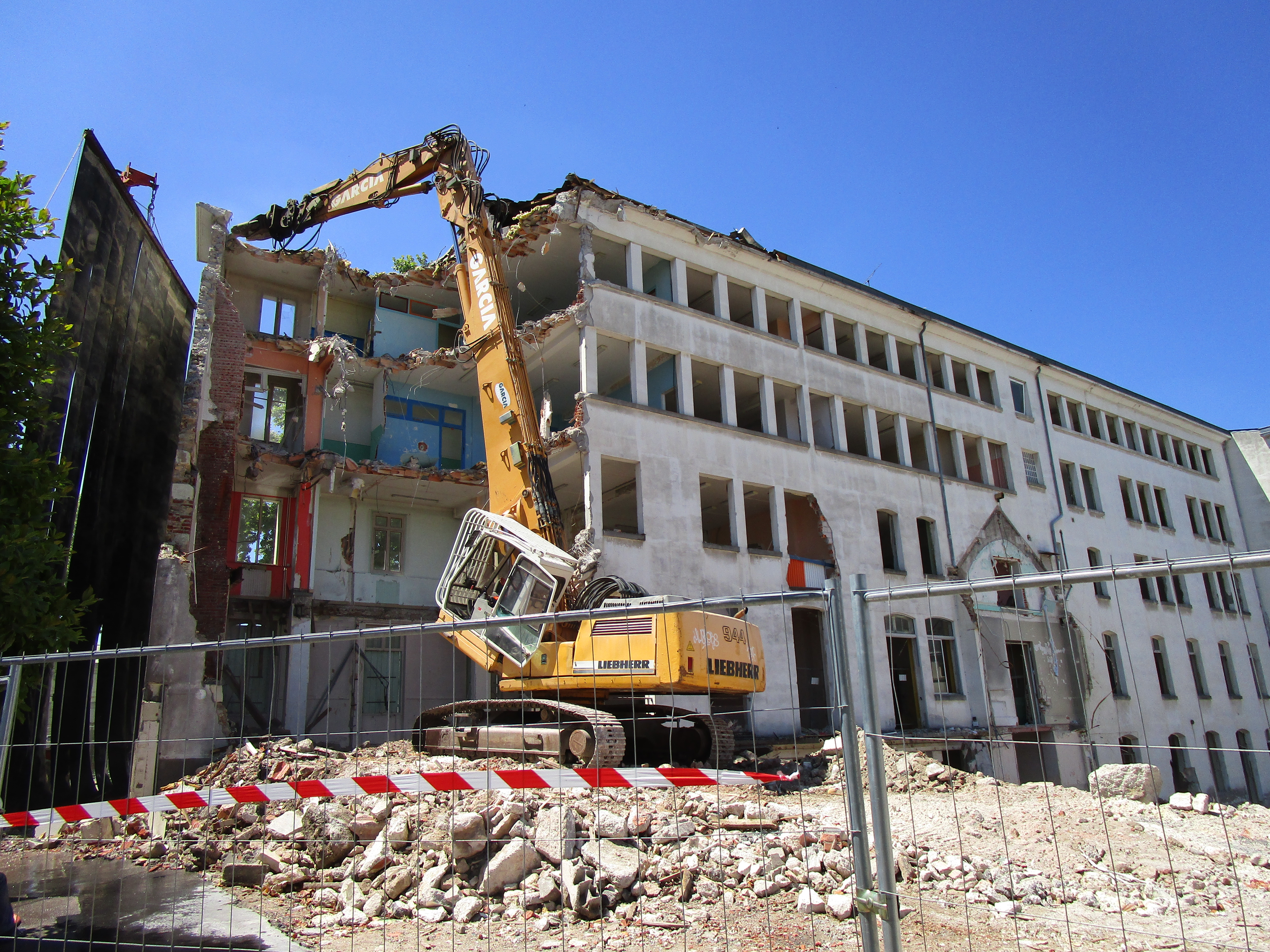
Démolition du lycée Sainte-Marguerite.

Depuis 2008, l'avenue est composée de deux voies latérales pour stationner et circuler à vélo, de deux voies de circulation automobile, et de deux voies centrales pour les transports en commun.
Depuis son inauguration en 2013, le tracé du tramway de Tours passe par l'avenue de Grammont (en implantation centrale) entre la place de la Liberté et le carrefour de Verdun, et entre la place Jean-Jaurès et la rue Charles-Gille. Une traversée sur la totalité de l'avenue a été écartée afin de desservir la gare de Tours et le quartier du Sanitas. Le tramway marque quatre arrêts sur l'avenue, du nord au sud : Jean-Jaurès, Liberté, Charcot et Verdun.
Depuis les années 2000, l’avenue fait face à une relative désertification commerciale, ayant perdu plus de 20 % de ses enseignes en 20 ans, passant de 201 à 158 entre 1996 et 2016. La rotation des enseignes est importante et la désertification touche principalement le sud de l'avenue, malgré l'arrivée du tramway. La ville promet alors de redynamiser le secteur en valorisant les commerces et améliorant les transports publics.
Dans ce but notamment, l'ancien lycée privé Sainte-Marguerite situé au 84-86 de l'avenue est détruit en 2017. Il avait été abandonné en 2012 par la congrégation puis racheté par le bailleur social de la ville pour quatre millions d'euros. Celui-ci revend ensuite le terrain à des promoteurs privés pour un projet immobilier de 95 logements, dont une résidence senior, en plus d'une auberge de jeunesse de 116 lits,. Elle devrait notamment dynamiser le tourisme dans la zone, alors que la ville ne compte par ailleurs plus aucune installation de ce type depuis la fermeture de son unique auberge de jeunesse en 2012.

## Manifestations
La grande ligne droite était empruntée en totalité jusqu'en 2010 pour des manifestations sportives. La course des 10 et 20 km de Tours et la course cycliste Paris-Tours utilisaient l'avenue de Grammont, elle offrait aux coureurs un sprint après 2600 mètres. À partir de 2011 seule la portion entre la place de la Liberté et la place Jean-Jaurès est empruntée.